# Couverture sanitaire universelle
La couverture sanitaire universelle (CSU)  (également appelés couverture universelle de soins de santé) est un système de soins de santé dans lequel tous les résidents d'un pays ou d'une région particulière ont un accès assuré aux soins de santé. Il est généralement organisé de manière à fournir soit à tous les résidents, soit uniquement à ceux qui ne peuvent pas se le permettre, des services de santé ou les moyens de les acquérir, dans le but final d'améliorer les résultats en matière de santé.
Les soins de santé universels n’impliquent pas une couverture pour tous les cas et pour toutes les personnes – mais simplement que tous ont accès aux soins de santé quand et où ils en ont besoin, sans difficultés financières. Certains systèmes de santé universels sont financés par l’État, tandis que d’autres reposent sur l’obligation pour tous les citoyens de souscrire une assurance maladie privée. Les soins de santé universels peuvent être déterminés par trois dimensions essentielles : qui est couvert, quels services sont couverts et quelle part des coûts est couverte. Elle est décrite par l'Organisation mondiale de la santé comme une situation dans laquelle chacun peut avoir recours aux services de santé dont il a besoin, où et quand il en a besoin, sans être exposé à des difficultés financières,. Margaret Chan, alors directrice générale de l'OMS, a décrit la couverture sanitaire universelle comme « le concept le plus puissant que la santé publique puisse offrir », car elle unifie « les services et les fournit de manière globale et intégrée ». L’un des objectifs des soins de santé universels est de créer un système de protection qui offre aux individus l’égalité des chances de jouir du meilleur niveau de santé possible. Les critiques affirment que les soins de santé universels entraînent des temps d’attente plus longs et des soins de santé de moins bonne qualité.
Dans le cadre des objectifs de développement durable, les États membres des Nations Unies ont convenu d'œuvrer en faveur d'une couverture sanitaire universelle à l'échelle mondiale d'ici 2030 [réf. à confirmer]. Par conséquent, l’inclusion de la couverture sanitaire universelle (CSU) dans les cibles des ODD peut être liée aux soutiens réitérés opérés par l’OMS.

## Histoire
| Pays                | Année |
| ------------------- | ----- |
| Australie           | 1975  |
| Autriche            | 1967  |
| Bahreïn             | 1957  |
| Belgique            | 1945  |
| Brunei              | 1958  |
| Canada              | 1966  |
| Chypre              | 1980  |
| Danemark            | 1973  |
| Finlande            | 1972  |
| France              | 1974  |
| Allemagne           | 1941  |
| Grèce               | 1983  |
| Hong Kong           | 1993  |
| Islande             | 1990  |
| Irlande             | 1977  |
| Israël              | 1995  |
| Italie              | 1978  |
| Japon               | 1938  |
| Koweït              | 1950  |
| Luxembourg          | 1973  |
| Pays-Bas            | 1966  |
| Nouvelle-Zélande    | 1938  |
| Norvège             | 1912  |
| Portugal            | 1979  |
| Singapour           | 1993  |
| Slovénie            | 1972  |
| Corée du Sud        | 1988  |
| Espagne             | 1986  |
| Suède               | 1955  |
| Suisse              | 1994  |
| Taïwan              | 1995  |
| Turquie             | 2003  |
| Émirats arabes unis | 1971  |
| Royaume-Uni         | 1948  |

La première démarche vers un système national d’assurance maladie a été lancée en Allemagne en 1883, avec la loi sur l’assurance maladie. Les employeurs industriels étaient tenus de fournir une assurance contre les accidents et les maladies à leurs travailleurs à bas salaires, et le système était financé et administré par les employés et les employeurs au moyen de « caisses de maladie », qui étaient tirées des retenues sur les salaires des travailleurs et des cotisations des employeurs. Ce modèle d'assurance maladie sociale, baptisé modèle Bismarck en l'honneur du chancelier prussien Otto von Bismarck, fut la première forme de soins universels des temps modernes. D’autres pays ont rapidement commencé à emboîter le pas. Au Royaume-Uni, le National Insurance Act de 1911 prévoyait une couverture des soins primaires (mais pas des soins spécialisés ou hospitaliers) pour les salariés, couvrant environ un tiers de la population. L’Empire russe a établi un système similaire en 1912, et d’autres pays industrialisés ont commencé à emboîter le pas. Dans les années 1930, des systèmes similaires existaient dans pratiquement toute l’Europe occidentale et centrale. Le Japon a introduit une loi sur l’assurance maladie des salariés en 1927, puis l’a développée en 1935 et 1940. À la suite de la révolution russe de 1917, un système de santé entièrement public et centralisé (Modèle Semashko (en)) a été établi en Russie soviétique en 1920,. Cependant, ce système n’était pas véritablement universel à l’époque, car les résidents ruraux n’étaient pas couverts.
En Nouvelle-Zélande, un système de santé universel a été créé en une série d'étapes, de 1938 à 1941,. En Australie, l'État du Queensland a introduit un système hospitalier public gratuit en 1946.
Après la Seconde Guerre mondiale, des systèmes de santé universels ont commencé à être mis en place partout dans le monde. Le 5 juillet 1948, le Royaume-Uni a lancé son National Health Service universel. Les soins de santé universels ont ensuite été introduits dans les pays nordiques de la Suède (1955), de l'Islande (1956), de la Norvège (1956), du Danemark (1961), et de la Finlande (1964). L'assurance maladie universelle a été introduite au Japon en 1961, puis au Canada par étapes, en commençant par la province de la Saskatchewan en 1962, suivie par le reste du Canada de 1968 à 1972,. Un système de santé public a été introduit en Égypte à la suite de la révolution égyptienne de 1952. Des systèmes de santé publics centralisés ont été mis en place dans les pays du bloc de l’Est. L'Union soviétique a étendu les soins de santé universels à ses résidents ruraux en 1969,. Le Koweït et Bahreïn ont introduit leur système de santé universel respectivement en 1950 et 1957 (avant l'indépendance). L'Italie a créé son Servizio Sanitario Nazionale (it) en 1978. L'assurance maladie universelle a été mise en place en Australie en 1975 avec la Medibank, ce qui a conduit à une couverture universelle dans le cadre du système Medicare (en) actuel à partir de 1984[réf. nécessaire].
Des années 1970 aux années 2000, les pays d’Europe occidentale ont commencé à introduire une couverture universelle, la plupart d’entre eux s’appuyant sur des programmes d’assurance maladie antérieurs pour couvrir l’ensemble de la population. Par exemple, la France s'est appuyée sur son système national d'assurance maladie de 1928, avec une législation ultérieure couvrant un pourcentage de plus en plus important de la population, jusqu'à ce que le 1 % restant de la population qui n'était pas assuré reçoive une couverture en 2000,. Des systèmes de santé à payeur unique ont été introduits en Finlande (1972), au Portugal (1979), à Chypre (1980), en Espagne (1986) et en Islande (1990). La Suisse a introduit un système de santé universel basé sur un mandat d'assurance en 1994,. En outre, une couverture sanitaire universelle a été introduite dans certains pays asiatiques, notamment la Corée du Sud (1989), Taiwan (1995), Singapour (1993), Israël (1995) et la Thaïlande (2001).
Après l’effondrement de l’Union soviétique, la Russie a conservé et réformé son système de santé universel , tout comme d’autres anciennes républiques soviétiques et pays du bloc de l’Est désormais indépendantes.
Au-delà des années 1990, de nombreux pays d'Amérique latine, des Caraïbes, d'Afrique et de la région Asie-Pacifique, y compris des pays en développement, ont pris des mesures pour amener leurs populations à bénéficier d'une couverture sanitaire universelle, notamment la Chine qui possède le plus grand système de santé universel au monde  et le Sistema Único de Saúde (en) du Brésil  qui a amélioré la couverture jusqu'à 80 % de la population. L’Inde a introduit un système de santé universel décentralisé, financé par les contribuables, qui a contribué à réduire considérablement les taux de mortalité et à améliorer considérablement les infrastructures de santé à travers le pays. Une étude de 2012 a examiné les progrès réalisés par ces pays, en se concentrant sur neuf en particulier : le Ghana, le Rwanda, le Nigeria, le Mali, le Kenya, l'Indonésie, les Philippines et le Vietnam,.
Actuellement, la plupart des pays industrialisés et de nombreux pays en développement disposent d’une certaine forme de soins de santé financés par l’État, avec pour objectif une couverture universelle. Selon l’Académie nationale de médecine et d’autres, les États-Unis sont le seul pays riche et industrialisé qui ne propose pas de soins de santé universels. Les seules formes de soins de santé fournis par le gouvernement disponibles sont Medicare (pour les patients âgés ainsi que les personnes handicapées), Medicaid (pour les personnes à faible revenu),, le Military Health System (en) (militaires actifs, de réserve et retraités). personnel et personnes à charge) et le Indian Health Service (membres de tribus amérindiennes reconnues par le gouvernement fédéral).

## Modèles de financement

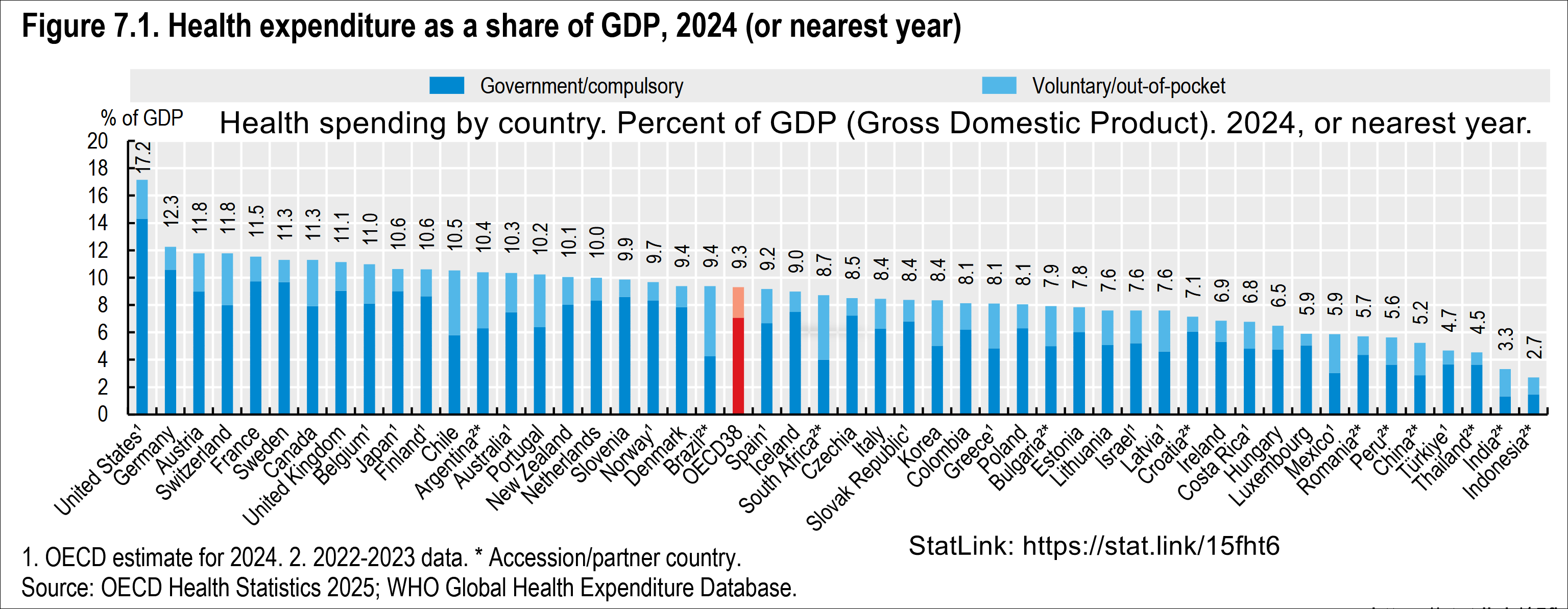
Dépenses de santé par pays. Pourcentage du PIB (Produit intérieur brut). Par exemple : 11,2 % pour le Canada en 2022. 16,6 % pour les États-Unis en 2022.

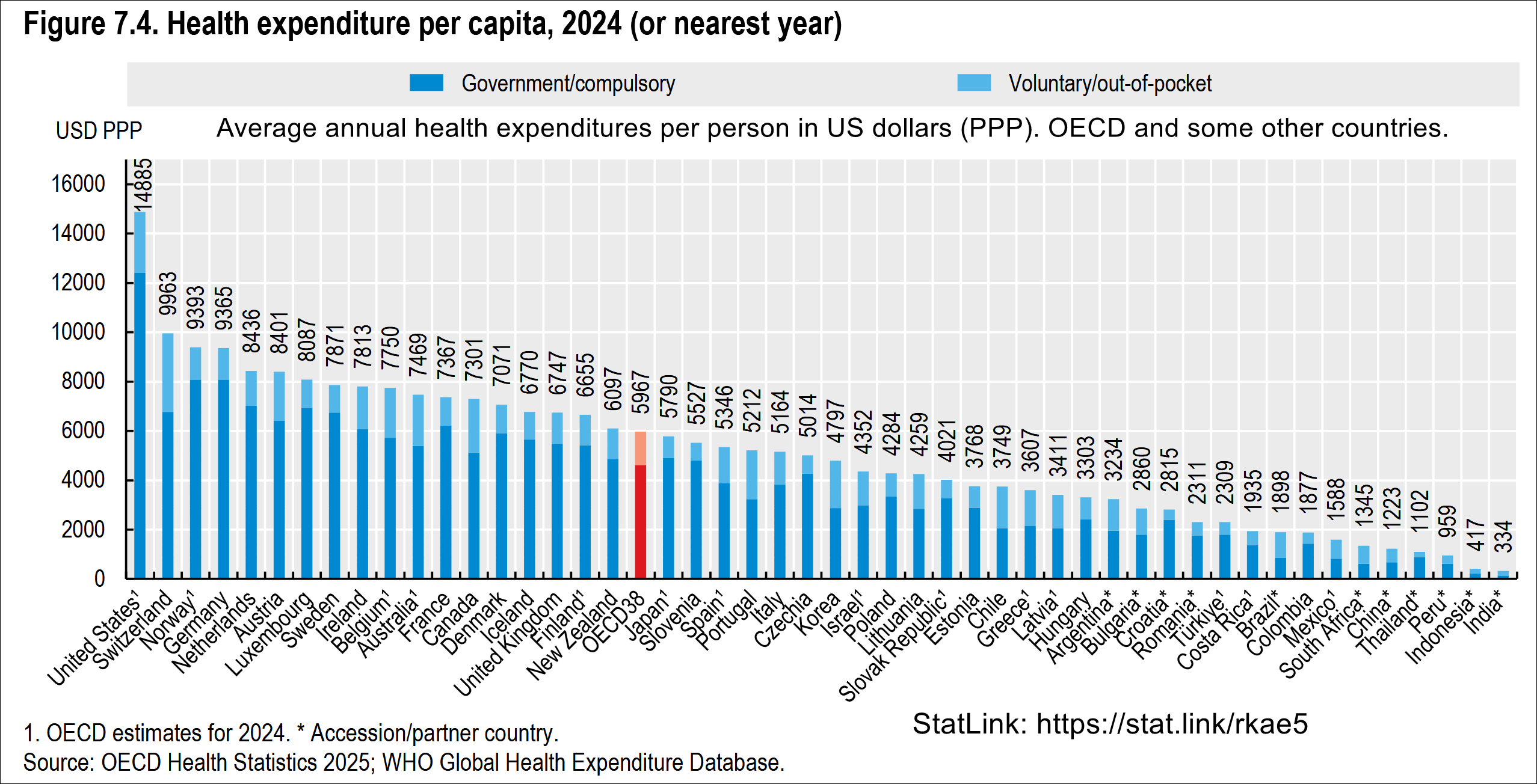
Coût total des soins de santé par personne. Dépenses publiques et privées. Dollars américains PPA. Par exemple : 6 319 $ pour le Canada en 2022. 12 555 $ pour les États-Unis en 2022.

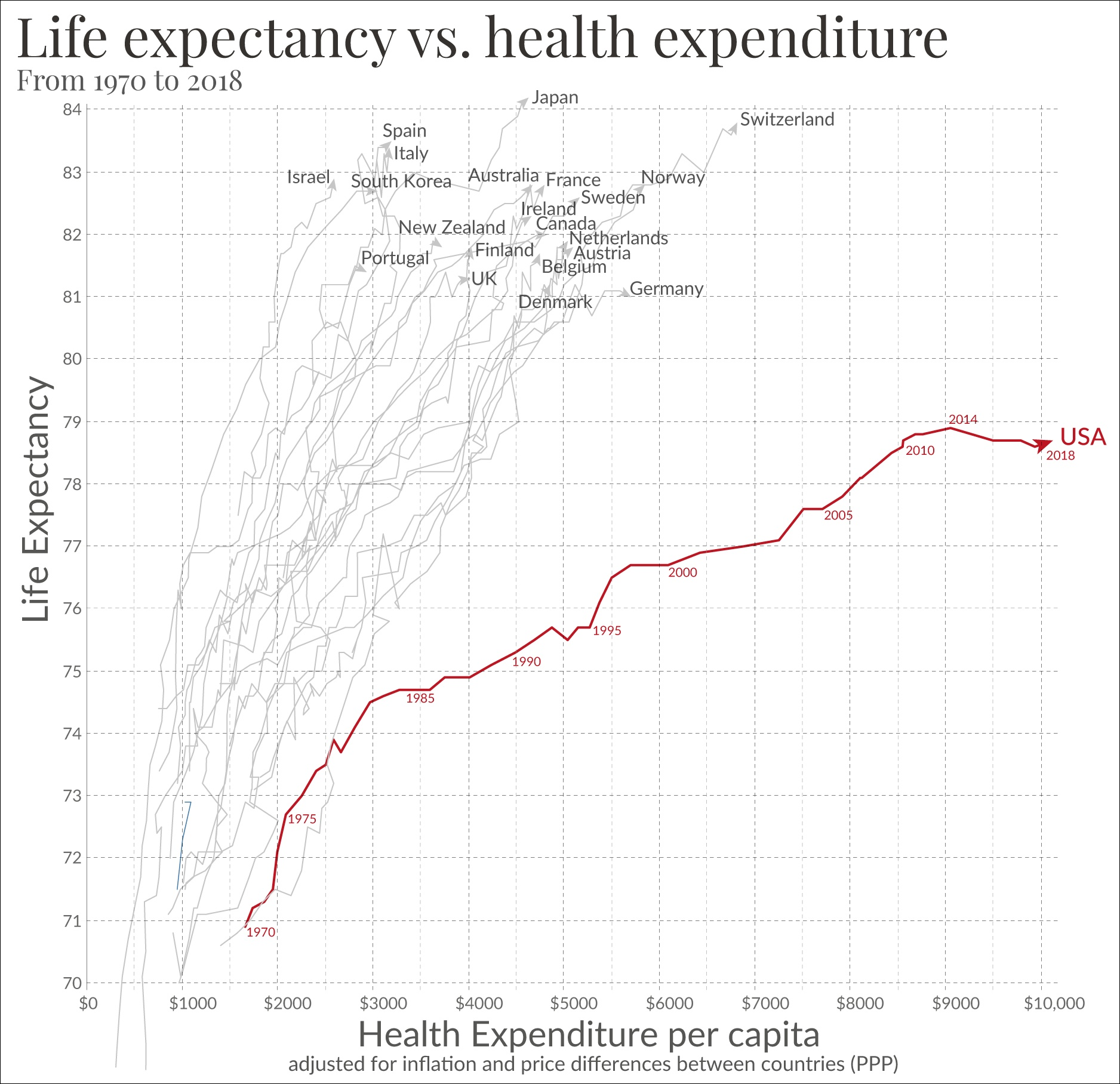
Espérance de vie vs dépenses de santé des pays riches de l'OCDE. Moyenne américaine de 10 447 $ en 2018.

Dans la plupart des pays, les soins de santé universels ont été réalisés grâce à un modèle de financement mixte. Les recettes fiscales générales constituent la principale source de financement, mais dans de nombreux pays, elles sont complétées par des taxes spécifiques (qui peuvent être facturées à l'individu ou à l'employeur) ou par la possibilité de paiements privés (par le biais d'une assurance directe ou facultative) pour des services allant au-delà de ceux-ci. couverts par le système public. Presque tous les systèmes européens sont financés par une combinaison de contributions publiques et privées. La plupart des systèmes de santé universels sont financés principalement par les recettes fiscales (en) (comme au Portugal , en Inde, en Espagne, au Danemark et en Suède). Certains pays, comme l'Allemagne, la France  et le Japon , emploient un système multi-payeurs dans lequel les soins de santé sont financés par des contributions privées et publiques. Cependant, une grande partie du financement non gouvernemental provient des cotisations des employeurs et des employés aux caisses de maladie réglementées à but non lucratif. Les cotisations sont obligatoires et définies selon la loi. Une distinction est également faite entre le financement municipal et national des soins de santé. Par exemple, un modèle est que la majeure partie des soins de santé est financée par la municipalité, que les soins de santé spécialisés sont fournis et éventuellement financés par une entité plus grande, telle qu'un conseil de coopération municipale ou l'État, et que les médicaments sont payés par l'agence d'État. Un article de Sherry A. Glied de l'Université de Columbia (en) a révélé que les systèmes de santé universels sont modestement redistributifs et que la progressivité du financement des soins de santé a des implications limitées sur l'inégalité globale des revenus.

### Assurance obligatoire
Ceci est généralement appliqué par une législation exigeant que les résidents souscrivent une assurance, mais parfois le gouvernement fournit l'assurance. Parfois, il peut y avoir un choix entre plusieurs fonds publics et privés fournissant un service standard (comme en Allemagne) ou parfois un seul fonds public (comme dans les provinces canadiennes). Les soins de santé en Suisse reposent sur l'assurance obligatoire,.
Dans certains pays européens où coexistent assurance privée et soins de santé universels, comme l’Allemagne, la Belgique et les Pays-Bas, le problème de la sélection adverse est surmonté en utilisant un pool de compensation des risques pour égaliser, dans la mesure du possible, les risques entre les fonds. Ainsi, un fonds dont la population est majoritairement plus jeune et en bonne santé doit cotiser à un pool de compensation et un fonds dont la population est majoritairement plus âgée et en moins bonne santé recevra des fonds de ce pool. De cette manière, les caisses de maladie sont en concurrence sur les prix et il n'y a aucun avantage à éliminer les personnes présentant des risques plus élevés car elles sont indemnisées au moyen de paiements par capitation ajustés au risque. Les fonds ne sont pas autorisés à choisir leurs assurés ni à refuser une couverture, mais ils se font concurrence principalement sur le prix et le service. Dans certains pays, le niveau de couverture de base est fixé par le gouvernement et ne peut être modifié.
La république d'Irlande disposait autrefois d'un système de notation communautaire « community rating » par VHI (en), en fait un système de payeur unique ou de pool de risques commun. Le gouvernement a ensuite ouvert VHI à la concurrence, mais sans réserve de compensation. Cela a conduit les compagnies d'assurance étrangères à entrer sur le marché irlandais et à proposer une assurance maladie beaucoup moins coûteuse à des segments relativement sains du marché, qui ont ensuite réalisé des bénéfices plus élevés aux dépens de VHI. Le gouvernement a ensuite réintroduit la notation communautaire par le biais d'un accord de mise en commun et au moins une grande compagnie d'assurance, BUPA, s'est retirée du marché irlandais[réf. nécessaire].
En Pologne, les gens sont obligés de verser à l’État un pourcentage du salaire mensuel moyen, même s’ils sont couverts par une assurance privée. Les personnes travaillant sous contrat de travail paient un pourcentage de leur salaire, tandis que les entrepreneurs paient un taux fixe, basé sur le salaire national moyen. Les chômeurs sont assurés par l'agence pour l'emploi.
Parmi les solutions potentielles proposées par les économistes figurent les systèmes à payeur unique, ainsi que d'autres méthodes garantissant que l'assurance maladie est universelle, par exemple en exigeant que tous les citoyens souscrivent une assurance ou en limitant la capacité des compagnies d'assurance à refuser l'assurance aux particuliers ou à faire varier les prix. entre individus,.

### Payeur unique
Les soins de santé à payeur unique sont un système dans lequel le gouvernement, plutôt que les assureurs privés, paie tous les coûts de soins de santé. Les systèmes à payeur unique peuvent contracter des services de santé auprès d'organisations privées, ou posséder et employer des ressources et du personnel de santé (comme c'était le cas en Angleterre avant l'introduction de la Health and Social Care Act (en)). Dans certains cas, comme en Italie et en Espagne, ces deux réalités peuvent exister en même temps. Le terme « payeur unique » décrit donc uniquement le mécanisme de financement et fait référence aux soins de santé financés par un seul organisme public à partir d'un fonds unique et ne précise pas le type de prestation ni pour qui les médecins travaillent. Bien que le détenteur du fonds soit généralement l’État, certaines formes de fonds à payeur unique utilisent un système mixte public-privé[réf. nécessaire].

### Financement basé sur l'impôt
Dans le cadre du financement fiscal, les particuliers contribuent à la fourniture de services de santé par le biais de diverses taxes. Celles-ci sont généralement mises en commun pour l’ensemble de la population, à moins que les gouvernements locaux ne collectent et ne conservent les recettes fiscales. Certains pays (notamment l'Espagne, le Royaume-Uni, l'Irlande, la Nouvelle-Zélande, l'Italie, le Brésil, le Portugal, l'Inde et les pays nordiques) choisissent de financer les soins de santé publics directement à partir des seuls impôts. D’autres pays dotés de systèmes basés sur l’assurance couvrent efficacement le coût de l’assurance de ceux qui ne peuvent pas s’assurer eux-mêmes via des dispositifs de sécurité sociale financés par l’impôt, soit en payant directement leurs factures médicales, soit en payant les primes d’assurance des personnes concernées[réf. nécessaire].

### Assurance maladie sociale
Dans un système d'assurance maladie sociale, les cotisations des travailleurs, des travailleurs indépendants, des entreprises et des gouvernements sont obligatoirement regroupées dans un ou plusieurs fonds. Ceci est basé sur la mutualisation des risques (en). Le modèle d'assurance maladie sociale est également appelé modèle Bismarck, du nom du chancelier Otto von Bismarck, qui a introduit le premier système de santé universel en Allemagne au XIXe siècle. Les fonds passent généralement des contrats avec un mélange de prestataires publics et privés pour la fourniture d'un ensemble de prestations spécifiques. Les soins de santé publique et préventifs peuvent être fournis par ces fonds ou par la responsabilité exclusive du ministère de la Santé. Au sein de l'assurance maladie sociale, un certain nombre de fonctions peuvent être exécutées par des caisses de maladie paraétatiques ou non gouvernementales, ou dans quelques cas, par des compagnies d'assurance maladie privées. L'assurance maladie sociale est utilisée dans un certain nombre de pays d'Europe occidentale et de plus en plus en Europe orientale ainsi qu'en Israël et au Japon.

### Assurance privée
Dans l’assurance maladie privée, les primes sont payées directement par les employeurs, les associations, les particuliers et les familles aux compagnies d’assurance, qui mutualisent les risques entre leurs membres. L'assurance privée comprend les polices vendues par des entreprises commerciales à but lucratif, des sociétés à but non lucratif et des assureurs-maladie communautaires. En général, l'assurance privée est volontaire, contrairement aux programmes d'assurance sociale, qui tendent à être obligatoires.
Dans certains pays dotés d’une couverture universelle, l’assurance privée exclut souvent certaines conditions de santé coûteuses et le système de santé public peut fournir une couverture. Par exemple, au Royaume-Uni, l'un des plus grands prestataires de soins de santé privés est BUPA, qui comporte une longue liste d'exclusions générales, même dans sa politique de couverture la plus élevée, dont la plupart sont systématiquement fournies par le National Health Service. Aux Pays-Bas, qui ont réglementé la concurrence pour leur système d'assurance principal (mais sont soumis à un plafond budgétaire), les assureurs doivent couvrir un forfait de base pour tous les assurés, mais peuvent choisir les services supplémentaires qu'ils proposent dans les régimes complémentaires ; que la plupart des gens possèdent[réf. nécessaire].
La Commission indienne de planification (en) a également suggéré que le pays adopte une assurance pour parvenir à une couverture santé universelle. Les recettes fiscales générales sont actuellement utilisées pour répondre aux besoins essentiels de santé de tous.

### Assurance maladie communautaire
Une forme particulière d’assurance maladie privée qui a souvent émergé, lorsque les mécanismes de protection contre les risques financiers n’ont qu’un impact limité, est l’assurance maladie communautaire. Les membres individuels d'une communauté spécifique cotisent à un fonds de santé collectif auquel ils peuvent puiser lorsqu'ils ont besoin de soins médicaux. Les contributions ne sont pas liées aux risques et il existe généralement un niveau élevé d'implication communautaire dans la gestion de ces plans. L’assurance maladie communautaire ne joue généralement qu’un rôle limité pour aider les pays à évoluer vers une couverture santé universelle. Les défis incluent l'accès inéquitable pour les plus pauvres  et l'utilisation des services de santé par les membres augmente généralement après l'inscription.

## Mise en œuvre et comparaisons

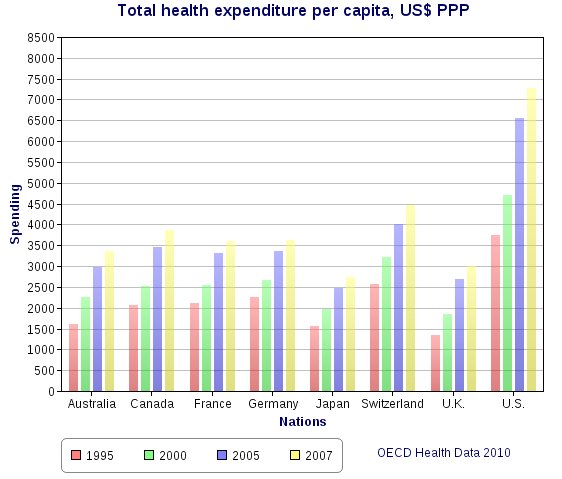
Dépenses de santé par habitant, en dollars américains ajustés à la parité de pouvoir d'achat, parmi divers pays de l'OCDE. Pour des données ultérieures, voir la liste des pays par dépenses totales de santé par habitant.

Les systèmes de santé universels varient selon le degré d’implication du gouvernement dans la fourniture de soins ou d’assurance maladie. Dans certains pays, comme le Canada, le Royaume-Uni, l'Espagne, l'Italie, l'Australie et les pays nordiques, le gouvernement est fortement impliqué dans la mise en service ou la prestation des services de soins de santé et l'accès est basé sur les droits de résidence et non sur la souscription d'une assurance. D’autres ont un système de prestation beaucoup plus pluraliste, basé sur une santé obligatoire avec des taux d’assurance contributifs liés aux salaires ou aux revenus et généralement financés conjointement par les employeurs et les bénéficiaires.[réf. nécessaire].
Parfois, les fonds de santé proviennent d’un mélange de primes d’assurance, de cotisations obligatoires liées aux salaires des employés ou des employeurs aux caisses de maladie réglementées et d’impôts gouvernementaux. Ces systèmes basés sur l'assurance ont tendance à rembourser les prestataires médicaux privés ou publics, souvent à des tarifs fortement réglementés, par l'intermédiaire d'assureurs médicaux mutuels ou publics. Quelques pays, comme les Pays-Bas et la Suisse, opèrent par l'intermédiaire d'assureurs privés privés mais fortement réglementés, qui ne sont pas autorisés à tirer profit de l'élément obligatoire de l'assurance mais peuvent tirer profit de la vente d'assurances complémentaires[réf. nécessaire].
Les soins de santé universels sont un concept vaste qui a été mis en œuvre de plusieurs manières. Le dénominateur commun de tous ces programmes est une forme d’action gouvernementale visant à étendre l’accès aux soins de santé aussi largement que possible et à fixer des normes minimales. La plupart mettent en œuvre des soins de santé universels par le biais de la législation, de la réglementation et de la fiscalité. La législation et la réglementation déterminent quels soins doivent être fournis, à qui et sur quelle base. Habituellement, certains coûts sont supportés par le patient au moment de la consommation, mais la majeure partie des coûts provient d'une combinaison d'assurance obligatoire et de recettes fiscales. Certains programmes sont entièrement financés par les recettes fiscales. Dans d’autres, les recettes fiscales sont utilisées soit pour financer une assurance pour les plus pauvres, soit pour ceux qui ont besoin de soins chroniques à long terme.
Un concept essentiel dans la prestation de soins de santé universels est celui de la santé de la population. Il s'agit d'une manière d'organiser la prestation et d'allouer des ressources de soins de santé (et potentiellement de services sociaux) en fonction de populations d'une zone géographique donnée ayant un besoin commun (comme l'asthme, la fin de vie (en), les soins d'urgence (en) ). Plutôt que de se concentrer sur des institutions telles que les hôpitaux, les soins primaires, les soins communautaires, etc., le système se concentre sur la population comme un commun. Cela inclut les personnes actuellement traitées et celles qui ne le sont pas mais qui devraient l'être (c'est-à-dire lorsqu'il existe une iniquité en matière de santé ). Cette approche encourage des soins intégrés (en) et une utilisation plus efficace des ressources.
Le National Audit Office du Royaume-Uni a publié en 2003 une comparaison internationale de dix systèmes de santé différents dans dix pays développés, neuf systèmes universels par rapport à un système non universel (les États-Unis), ainsi que leurs coûts relatifs et leurs principaux résultats en matière de santé. Une comparaison internationale plus large de 16 pays, chacun disposant d'un système de santé universel, a été publiée par l'Organisation mondiale de la santé en 2004. Dans certains cas, la participation du gouvernement inclut également la gestion directe du système de santé, mais de nombreux pays ont recours à des systèmes mixtes public-privé pour fournir des soins de santé universels.

## Aperçu des rapports sur la couverture santé
Le rapport 2023 de l’OMS et de la Banque mondiale indique que les progrès vers la couverture sanitaire universelle (CSU) d’ici 2030 n’ont pas progressé depuis 2015. L’indice de couverture des services (SCI) de la CSU est resté constant à un score de 68 de 2019 à 2021. Il est rapporté que les dépenses de santé catastrophiques ont touché plus d’un milliard de personnes dans le monde. De plus, en 2019, il a été constaté que 2 milliards de personnes ont connu des difficultés financières en raison des dépenses de santé, avec des disparités importantes et persistantes en matière de couverture. Le rapport suggère plusieurs stratégies pour atténuer ces défis : il appelle à l'accélération des services de santé essentiels, à une attention soutenue à la gestion des maladies infectieuses, à l'amélioration du personnel et des infrastructures de santé, à l'élimination des obstacles financiers aux soins, à une augmentation des soins prépayés et mutualisés. le financement de la santé, les initiatives politiques visant à réduire les dépenses directes, l’accent mis sur les soins de santé primaires pour renforcer les systèmes de santé dans leur ensemble et le renforcement des efforts de collaboration pour parvenir à la CSU. Ces mesures visent à accroître la couverture des services de santé de 477 millions de personnes supplémentaires d’ici 2023 et à poursuivre les progrès vers la couverture d’un milliard de personnes supplémentaires d’ici 2030,.

## Critique et soutien
Les critiques des soins de santé universels affirment que cela entraîne des temps d’attente plus longs et une diminution de la qualité des soins de santé. Les critiques de la mise en œuvre de soins de santé universels aux États-Unis affirment que cela obligerait les personnes en bonne santé à payer pour les soins médicaux des personnes en mauvaise santé, ce qui, selon eux, va à l'encontre des valeurs américaines de choix individuel et de responsabilité personnelle ; cela augmenterait les dépenses de santé en raison du coût élevé de mise en œuvre que le gouvernement américain est censé ne pas pouvoir payer ; et représente une ingérence inutile du gouvernement dans la vie des citoyens américains, dans les soins de santé, dans le secteur de l'assurance maladie et dans le droit des employeurs de choisir la couverture santé qu'ils souhaitent offrir à leurs employés.
La plupart des études contemporaines postulent qu’un système de santé universel à payeur unique bénéficierait aux États-Unis. Selon une étude de 2020 publiée dans The Lancet, le projet de loi, le Medicare for All Act (en) permettrait de sauver 68 000 vies et 450 milliards de dollars de dépenses nationales de santé (en) par an. Une étude de 2022 publiée dans le PNAS a révélé qu’un système de santé universel à payeur unique aurait sauvé 212 000 vies et évité plus de 100 milliards de dollars en frais médicaux pendant la pandémie de COVID-19 aux États-Unis rien qu’en 2020.